# Ahérée
Ahérée est un hameau de l’ancienne commune de Tarcienne, à mi-chemin (sur la route N978) entre Somzée (province de Namur) et Gerpinnes (province de Hainaut). Ahérée est exactement à la frontière entre les deux provinces. Avec Tarcienne il fait aujourd’hui partie de la ville de Walcourt, dans la province de Namur (Région wallonne de Belgique).

## Histoire
Au XVIe siècle, Ahérée possédait une chapelle sans être paroisse pour autant.
Jusqu’à la fin de XVIIIe siècle le hameau appartenait à la principauté de Liège, alors que le village voisin de Tarcienne faisait partie des Pays-Bas méridionaux (et, plus anciennement, du comté de Namur).
Sous la république française, lors de la formation des communes en 1795, le hameau est devenu commune indépendante mais ne comptant que 74 habitants, il fut rattaché à Tarcienne en 1809.
Lors du regroupement des communes belges en 1977, Ahérée fut rattaché à la ville de Walcourt.

## Curiosité
La ferme carrée du XVIIIe siècle, qui fut le siège de l’ancienne seigneurie d'Ahérée.